# Mercado de la Merced
El Mercado de la Merced és un mercat que es troba en l'extrem orient del centre històric de la Ciutat de Mèxic i és considerat el major mercat minorista d'aliments tradicionals de tota la ciutat. La zona en què està situat, també dita barrio de la Merced, ha estat sinònim d'activitat comercial des de principis del període de la Colònia, quan van arribar comerciants d'altres parts de la Nova Espanya. En una època, gairebé tot el barri estava ple de llocs de mercat i en la dècada de 1860 es va decidir construir un mercat permanent en els terrenys de l'antic Convent de la Mercè. En la primera meitat del segle xx, aquest mercat va ser el principal mercat majorista per a tota la ciutat. Va deixar de ser-ho quan es va crear un mercat central de proveïments durant la dècada de 1980, però la Mercè continua sent el major mercat minorista tradicional. Es pot entrar al mercat a través de l'entrada de l'estació del metro Mercè, de la línia 1 del Metre de la Ciutat de Mèxic.